# Marek Wolf
Marek Wolf, né le 30 juin 1957, est un astronome tchèque. Le Centre des planètes mineures le crédite de la découverte de dix-sept astéroïdes. 
| (8229) Kozelský1                          | 28 décembre 1996  |
| (10390) Lenka2                            | 27 août 1997      |
| (10395) Jirkahorn2                        | 23 septembre 1997 |
| (13390) Bouška2                           | 18 mars 1999      |
| (24858) Diethelm2                         | 21 janvier 1996   |
| (26973) Lála2                             | 29 septembre 1997 |
| (27962) 1997 SY12                         | 23 septembre 1997 |
| (27963) Hartkopf2                         | 25 septembre 1997 |
| (29455) 1997 SX12                         | 23 septembre 1997 |
| (33040) Pavelmayer                        | 28 septembre 1997 |
| (36174) 1999 SW21                         | 23 septembre 1999 |
| (38271) 1999 RW352                        | 12 septembre 1999 |
| (40444) Palacký2                          | 12 septembre 1999 |
| (55933) 1998 FD731                        | 30 mars 1998      |
| (155432) 1997 SS21                        | 25 septembre 1997 |
| (157825) 1997 RE81                        | 12 septembre 1997 |
| (193870) 2001 QF1541                      | 29 août 2001      |
| 1 avec Lenka Šarounová 2 avec Petr Pravec |                   |